# (38496) 1999 TT120
1999 تي تي 120 (ويعرف أيضًا باسم (38496) 1999 تي تي 120 وفق تسمية الكوكب الصغير) (بالإنجليزية: 1999 TT120)‏ هو كويكب ضمن حزام الكويكبات؛ وترتيبه 38496 من حيث الاكتشاف.
اكتُشف هذا الجُرم الفلكي بواسطة بحث لنكولن عن الكويكبات القريبة من الأرض في 4 أكتوبر 1999.

## وصلات خارجية
- (38496) 1999 TT120 في قاعدة بيانات مختبر الدفع النفاث لأجرام النظام الشمسي الصغيرة

- الاكتشاف · مخطط المدار ·  العناصر المدارية · المعلمات المادية

- (38496) 1999 TT120 على موقع ويكي سكاي: DSS2, SDSS, GALEX, IRAS, Hydrogen α, X-Ray, Astrophoto, Sky Map, Articles and images